# Beatriz Milhazes

Beatriz Milhazes là một nghệ sĩ được sinh ra ở Brazil và là họa sĩ nổi tiếng với các công trình có quy mô lớn của cô.

Beatriz Milhazes (sinh năm 1960) là một họa sĩ người Brasil.

## Tiểu sử
Beatriz Milhazes là một nghệ sĩ được sinh ra ở Brazil và là họa sĩ nổi tiếng với các công trình có quy mô lớn của cô. Cô cũng rất tích cực trong cộng đồng LGTB. Cô được gọi là "họa sĩ đương đại thành công nhất của Brazil". Cô đã làm việc trong khu Jardín Botanico của Rio de Janeiro kể từ khi theo học trường nghệ thuật Parque Lage ở bìa rừng Tijuca.
Là con gái của một luật sư và sử gia nghệ thuật, Milhazes sinh tại Rio de Janeiro vào năm 1960. Cô học ngành truyền thông xã hội tại Faculdades Integradas Hélio Alonso (FACHA), Rio de Janeiro từ năm 1978 đến 1981 và theo học tại Trường Nghệ thuật (Escola) de Artes Visuais - EAV) của Parque Lage, Rio de Janeiro từ 1980 đến 1982.
Milhazes đã có triển lãm cá nhân và nhóm tại một số bảo tàng, bao gồm Bảo tàng Nghệ thuật Hiện đại và Bảo tàng d'Art Moderne de la Ville de Paris. 
Những bức tranh của Milhazes nằm trong bộ sưu tập thường trực của Bảo tàng Nghệ thuật Hiện đại, Guggenheim, Bảo tàng Nghệ thuật Metropolitan, Banco Itaú, và Museo Nacional Centro de Arte Reina Sofía.
Bức tranh năm 2000 của cô "Meu Limão" "đã bán vào năm 2012 với giá 2,1 triệu đô la tại Sotheby ở Carlifonia, khiến cô trở thành họa sĩ Brazil còn sống sở hữu những tác phẩm có giá cao nhất tại cuộc đấu giá.